# Іванушкін В'ячеслав Вадимович
В'ячесла́в Вади́мович Іва́нушкін (нар. 28 вересня 1986, м. Кривий Ріг, Дніпропетровська область, Українська РСР — 7 серпня 2017, м. Мар'їнка, Донецька область, Україна) — старший солдат Збройних сил України, учасник російсько-української війни.

## Біографія
Народився 1986 року у Кривому Розі. У 2001 році закінчив 9 класів Криворізької загальноосвітньої школи № 41, у 2004 — Криворізький професійний гірничо-металургійний ліцей за фахом «Електрогазозварник». Працював електрозварником у ТОВ «МК-Монтаж». Мешкав у Саксаганському районі Кривого Рогу.
Під час російської збройної агресії проти України у листопаді 2016 року вступив на військову службу за контрактом. Брав участь в антитерористичній операції.
Старший солдат, старший навідник-оператор протитанкового взводу 46-го окремого батальйону спеціального призначення «Донбас-Україна» 54-ї окремої механізованої бригади, військова частина А3220.
Загинув 7 серпня 2017 року о 12:53 під час обстрілу ворожим снайпером позиції ротного опорного пункту в районі міста Мар'їнка.
Похований 9 серпня на Алеї Слави Центрального кладовища Кривого Рогу.
Залишилися дружина та 7-річний син.

## Нагороди та вшанування
- Указом Президента України № 42/2018 від 26 лютого 2018 року, за особисту мужність і самовіддані дії, виявлені у захисті державного суверенітету та територіальної цілісності України, зразкового виконання військового обов'язку, нагороджений орденом «За мужність» III ступеня (посмертно)[4].
- Нагороджений відзнакою Криворізької міської ради «За заслуги перед містом» III ступеня (посмертно).